# Robert Jocz
Robert Jocz (ur. 22 marca 1976 w Warszawie) – polski judoka oraz zawodnik mieszanych sztuk walki w latach 2005-2012. Międzynarodowy mistrz organizacji WFCA w wadze średniej. Występował m.in. w polskiej organizacji KSW oraz holenderskich Ultimate Glory i Beast of the East (BOTE).
Obecnie trener czołowych polskich zawodników MMA występujących na polskich i międzynarodowych galach. Zdobywca 2 Heraklesów 2017r. za klub roku oraz Hall of Fame.

## Kariera MMA
Jocz zadebiutował w 2005 roku w MMA przeciwko przyszłemu zawodnikowi UFC, Lucio Linharesowi. Przegrał wtedy przez niejednogłośną decyzję sędziowską.
3 czerwca 2006 roku wystartował w turnieju na gali KSW 5 w Warszawie, dochodząc do finału, w którym uległ Francuzowi – Francisowi Carmontowi przez decyzję jednogłośną sędziów.
W 2007 roku podpisał kontrakt z holenderską organizacją Ultimate Glory. Stoczył w niej sześć pojedynków (bilans 4-2). W tych samych latach walczył na innej holenderskiej gali, Beast of the East w której był niepokonany. Wygrał sześć walk, a w 2009 roku wywalczył międzynarodowe mistrzostwo World Full Contact Association (WFCA) w wadze średniej, nokautując w pierwszej rundzie Japończyka – Kenjiego Nagaia. W 2010 roku obronił pas WFCA, poddając dźwignią na staw łokciowy Litwina – Karolisa Liukaitisa.
4 czerwca 2011 roku na gali PRO FIGHT 6 we Włocławku przegrał z mistrzem M-1 Global, Wiaczesławem Wasilewskim przez jednogłośną decyzję, tym samym przeciągając passę trzech porażek z rzędu. W 2012 stoczył wygrany pojedynek z Marcinem Mencelem po czym zakończył karierę zawodniczą, skupiając się na karierze trenerskiej.
Przez wiele lat był jednym z zawodników, a później trenerów w klubie Nastula Team, założonym przez Pawła Nastulę. W 2013 postanowił odejść z Nastula Team do S4 Fight&CrossGym Club. W 2015 założył własny klub – WCA Fight Team.  20 lipca 2022 klub WCA Fight Team za pomocną Facebooka ogłosił, że trener Jocz porzuca stanowisko głównego trenera tzw. head coacha w grupie zawodniczej WCA. Następcą Jocza został Anzor Ażyjew.

## Życie prywatne
Ma dwóch synów i córkę.

## Osiągnięcia

### Judo[11][12]
- 1993: Mistrzostwa Polski Juniorów Młodszych - 2. miejsce w kat. 75 kg (Włocławek)
- 1993: OTK Juniorów Młodszyh - 2. miejsce w kat. 83 kg (Wrocław)
- 1994: Ogólnopolski Turniej Kwalifikacyjny Juniorów - 2. miejsce w kat. 78 kg (Wrocław)
- 1995: Mistrzostwa Polski Młodzieży - 3. miejsce w kat. 78 kg 	(Bydgoszcz)
- 1995: Akademickie Mistrzostwa Polski Seniorów - 3. miejsce w kat. 78 kg (Gliwice)
- 1995: Ogólnopolski Turniej Kwalifikacyjny Juniorów - 3. miejsce w kat. 78 kg (Koszalin)
- 1995: Ogólnopolski Turniej Kwalifikacyjny Juniorów - 3. miejsce w kat. 78 kg (Wrocław)
- 1997: Młodzieżowe Mistrzostwa Polski - 3. miejsce w kat. 86 kg (Poznań)
- 1997: Otwarte Akademickie Mistrzostwa Polski - 2. miejsce w kat. 86 kg (Gliwice)
- 1999: Akademickie Mistrzostwa Polski Mężczyzn - 3. miejsce w kat. 90 kg (Warszawa)
- 2001: OTK Seniorek i Seniorów - 3. miejsce w kat. 90 kg (Gdańsk)

### Mieszane sztuki walki
- 2006: KSW 6 - finalista turnieju
- 2009-2010: Międzynarodowy Mistrz WFCA w wadze średniej
- 2018: Zdobywca dwóch statuetek Herakles w kategoriach - „Hall of Fame” oraz „Klub roku” (Berkut WCA Fight Team Warszawa)[2]